# Hérenguerville
Hérenguerville é uma comuna francesa na região administrativa da Normandia, no departamento Mancha. Estende-se por uma área de 2,71 km². Em 2010 a comuna tinha 182 habitantes (densidade: 67,2 hab./km²).